# Rebeuvelier
Ne doit pas être confondue avec Rebévelier, commune du canton de Berne.
Rebeuvelier (ancien nom allemand : Rippertswil) est une localité de Courrendlin et une ancienne commune suisse du canton du Jura.
Le 11 juin 2017 les citoyens de Rebeuvelier ont accepté avec 84,7 % de « oui », à l'instar de ceux de Vellerat, la fusion de leur commune au sein de celle de Courrendlin au 1er janvier 2019.